# 昆士蘭入侵植物列表
澳洲昆士蘭生長了大量野草和入侵植物。這些植物的典型特点是能產生大量的種子，生命力極強，并且能夠在恶劣的環境下繁殖，优先抢占空间，成为昆士兰地区的优势物种。这些野草可能会降低當地的生物多樣性，影響農業生產力，危害人類的健康及环境的美化。

## 重要性分類
在昆士蘭州的法規管理下，當地的入侵植物要經過重要性而分類的，其類別分為「第一类」、「第二类」和「第三类」，以有效地控制它们的分布和引种，以避免对经济、环境、社会造成负面影响。法律上，土地所有者有義務管理好入侵物種的控制、供應、售賣、保存及運輸。在當地如未經准許便傳授、保存及供應是觸犯法例的。某些植物即使未被归入以上三类，仍然可能受地方政府管辖从而被控制和限制。
第一类
- 屬於第一类的植物一般不會出現於昆士蘭，倘若引入这类植物會对境內的經濟、環境和社會造成负面影响。第一类植物在昆士蘭如果被发现，按规定要被连根拔除，土地所有者必须采取合理的手段和步骤以确保这一类植物不在其土地上出现。

第二类
- 屬於第二类的植物在昆士蘭有分布，并且對經濟、環境和社具有或可能具有一定的負面影響。这些有害植物的管理需要管理和协调，它们通常受到地方政府、社区或土地所有者的相关项目的管理，土地所有者必须采取合理的手段和步骤以确保这一类植物不在其土地上出现。

第三类
- 屬於第三类的植物在昆士蘭有分布，并且對經濟、環境和社會具有或可能具有一定的負面影響。列出第三类植物的主要目的是防止售卖这类植物，从而防止这类植物入侵到其他新的地区。土地所有者通常不被要求对这类植物进行控制，除非其土地与环境上重要的地区毗邻。

## 常見入侵植物
| 常見名稱         | 學名                        | 原產地               | 描述 | 重要性 | 分佈                                                       | 圖片 |
| ---------------- | --------------------------- | -------------------- | --- | ------ | ---------------------------------------------------------- | ---- |
| 非洲鬱金香       | Spathodea campanulata       | 非洲熱帶地區         | 生長速度快，入侵性高。多在峽谷及溪流附近密集的生長，是一種向外生長的植物。因為樹頂有鮮艷奪目、猶如火焰的花朵而得名。 | 第三类 | 昆士蘭裡的花園                                             |      |
| 空心莲子草       | Alternanthera philoxeroides | 南美                 | 經常在一些濕土上或水中密集生長。                                                                                     | 第一类 | 分佈地區非常大，在沿海地區、內陸及城市中也能看到它的蹤影。 |      |
| 樟樹             | Cinnamomum camphora         | 亞洲                 | 高大喬木、樹冠廣闊，會主動取代原有的植物。                                                                           | 第三类 | 昆士蘭各地的花園                                           |      |
| 马达加斯加千里光 | Senecio madagascariensis    | 馬達加斯加及非洲南部 | 类似雏菊的草本植物，花鲜黄色，常与牧场草地的物种竞争。                                                               | 第二类 | 新南威尔士海岸，北至布里斯班一帶                           |      |
| 马缨丹           | Lantana camara              | 南美洲中部           | 密麻麻的分枝多得可以成為一個叢。它會攀登至一些本土植物然後將其窒息死亡。                                             | 第三类 | 澳洲東面最沿海的地區                                       |      |
| 牧豆树           | Prosopis spp.               | 南美洲北部           | 這種植物在昆士蘭裡擴展得很快，跟其他列表中的植物一樣會入侵本土的物種。                                               | 第一类 | 昆士蘭西部                                                 |      |
| 落地生根         | Bryophyllum spp.            | 馬達加斯加           | 多水份的植物是非常適合乾燥的地方。其樹莖部份有強烈的毒性，整棵形狀非常奇特的植物普遍來說也非常難去剷除。             | 第二类 | 花園、中部高原及伯内特角                                   |      |
| 金莲木           | Ochna serrulata             | 非洲                 | 裝飾用的物種，可用作驅趕鳥類進食農作物。其花朵外表酷似卡通人物米奇老鼠。                                             | N/A    | 廣泛地種植於花園中                                         |      |
| 扁轴木           | Parkinsonia aculeata        | 热带美洲             | 作為觀賞用的小型樹種，靠空氣散播種子，生長稠密，經常堵塞大片水道。                                                   | 第二类 | 昆士蘭的內陸範圍                                           |      |
| 银胶菊           | Parthenium hysterophorus    | 热带美洲             | 精力旺盛的入侵著牧場裡虛弱的物種（例如是針葉樹）。                                                                   | 第二类 | 昆士蘭的中部                                               |      |
| 仙人掌属         | Opuntia spp.                | 美洲                 | 带刺的仙人掌，耐旱。在二十世紀初曾是分布广泛的入侵物种，但已通过生物控制而减少。                                     | 第二类 | 昆士蘭中部及南部                                           |      |
| 柳樹             | Salix spp.                  | 北半球               | 常见的公園观赏植物，却常以它那具有侵略性的根系通过水道扩散。                                                         | 第一类 | 昆士蘭較冷的地區                                           |      |